# Ricochet (Half-Life)
Ricochet é uma mod multiplayer do jogo eletrônico de tiro em primeira pessoa Half-Life. Foi desenvolvido pela Valve Corporation e lançado em 1 de novembro do ano 2000. O patch 1.1.1.0 do jogo foi mais tarde lançado em 12 de junho de 2002. É uma mod oficial, e está disponível para compra pelo Steam; contudo, é grátis para aqueles que compraram uma cópia física de Half-Life antes do lançamento oficial no Steam.